# Dan DePalma
Dan DePalma (* 21. Juli 1989 in Verona, New Jersey) ist ein ehemaliger US-amerikanischer American-Football- und Canadian-Football-Spieler auf der Position des Wide Receivers. Er spielte eine Saison bei den Saskatchewan Roughriders in der Canadian Football League (CFL), nachdem er bei verschiedenen Franchises der National Football League (NFL) unter Vertrag stand. Er spielte College Football an der West Chester University.

## Karriere

### College
Nach dem Besuch der Verona High School, wo DePalma als Runningback auflief, begann er 2007 an der Shepherd University College Football zu spielen. Er kam in elf Spielen zum Einsatz und fing dabei zwei Pässe für 22 Yards. Zudem erzielte er in den Special Teams acht Tackles. 2008 transferierte er an die West Chester University. Dort spielte er 2008 in der Defense, wo er 23 Tackles und vier Interceptions erzielte. Eine Interception brachte er über 40 Yards zum Touchdown, eine weitere über 96 Yards an die gegnerische 4-Yard-Linie. Er war zudem der führende Punt Returner seiner Conference, da er 14 Punts für durchschnittlich 18,3 Yards returnte. In der Championship-Game-Niederlage gelang ihm dabei auch ein 76-Yard-Punt-Return-Touchdown für die Golden Rams.
2009 wechselte er zurück auf die Position des Wide Receivers. Er spielte in allen elf Spielen, davon sieben von Beginn an. Er fing 45 Pässe für 832 Yards, womit er die Mannschaft anführte. Insgesamt erzielte er zehn Touchdowns, neun durch Fang und einen durch den Lauf. In seinem letzten Jahr fing er 50 Pässe für 962 Yards und neun Touchdowns.

### Profikarriere
Am 27. Juni 2011 wurde DePalma von den New York Jets als Undrafted Free Agent unter Vertrag genommen. Am 3. September 2011 wurde er entlassen. Am 6. September 2011 unterschrieb er einen Vertrag bei den New York Giants, welcher am 8. Februar 2012 verlängert wurde. Am 31. August 2012 wurde er entlassen, jedoch bereits am 22. November 2012 wieder unter Vertrag genommen. Am 8. April 2013 verpflichteten die San Diego Chargers DePalma. Im August 2013 zog dich DePalma jedoch eine Schulterverletzung zu, woraufhin er auf der injured Reserve List platziert wurde. Er einigte sich mit den Chargers auf einen Verletzungsausgleich und wurde vor Beginn der Regular Season entlassen. Am 25. November 2013 verpflichteten die Chargers DePalma für ihren Practice Squad. Dort verblieb er die restliche Saison.
Im Juni 2014 unterschrieb er einen Vertrag bei den Saskatchewan Roughriders. Am 20. Juni 2014 wurde er entlassen, jedoch zwei Tage später für den Practice Roster verpflichtet. Ende Juli 2014 machte er sein Debüt in der CFL. In der Saison 2014 spielte er nur in drei Spielen für die Roughriders, in denen er sechs Pässe für 161 Yards und einen Touchdown fing. Nach der Saison wurde er zum Free Agent.

## Stil
DePalma gilt als guter Passroutenläufer mit sicheren Händen. Cornerback Corey Webster bezeichnete ihn vor dem Super Bowl XLVI als den am schwersten zu deckenden Wide Receiver der Giants. Defensive Coordinator Perry Fewell äußerte sich vor dem Super Bowl XLVI positiv über DePalma und nannte ihn den schnellsten und am härtesten arbeitenden Wide Receiver des Teams.